# Franki (przystanek kolejowy)
Franki – dawny wąskotorowy przystanek osobowy we Frankach, w gminie Krośniewice, w powiecie kutnowskim, w województwie łódzkim, w Polsce. Został wybudowany w 1915 roku. W 1993 roku tory zostały rozebrane.